# قصة ساعة من الزمن
قصة ساعة من الزمن هي قصة قصيرة كتبتها كيت شوبان في 19 أبريل عام 1894، ونشرت في مجلة فوغ في 6 كانون الأول 1894. نشرت للمرة الأولى تحت عنوان «حلم ساعة من الزمن». تم إعادة طباعتها في مطبعة سانت لويس لايف في 5 كانون الثاني 1895 تحت عنوان «قصة ساعة من الزمن».
يشير عنوان القصة إلى الوقت الذي انقضى بين اللحظات التي سمعت فيها بطلة الرواية السيدة مالارد بنبأ موت زوجها وبين اكتشافها أنه ما يزال حياً بعد كل شيء. أثارت هذه القصة جدلاً واسعاً في تسعينيات القرن التاسع عشر لأنها تتعامل مع بطلة امرأة تشعر بالتحرر بعد سماع نبأ وفاة زوجها. وفي محاولة الكشف عن نية كيت شوبان، قالت إيميلي توث بأن شوبان «اضطرت لجعل البطلة تموت» من أجل جعل القصة قابلة للنشر حينئذ.

## الملخص
تصف القصة سلسلة من العواطف تنتاب السيدة مالارد عقب سماع نبأ وفاة زوجها الذي كان يُعتقد أنه لقي حتفه في حادثة على السكة الحديد. كانت السيدة مالارد تعاني من مشاكل في القلب لذا حاولت شقيقتها إبلاغها بالأخبار المروعة بطريقة مهذبة، وفور علمها بالنبأ الحزين تغلق السيدة مالارد على نفسها الغرفة حداداً على زوجها الذي قضى. وعلى الفور بدأ ينتابها شعور غير متوقع من الابتهاج هامسة لنفسها «جسد حر، وروح حرة» معتبرة أن هذا هو الفائدة المرجوة من وفاته، وفي نهاية القصة يتضح أن زوجها لم يكن في ضحايا الحادثة، وعقب عودته للبيت تموت السيدة مالارد فجأة. وكان سبب موتها غامضاً متروكاً للتكهنات حيث يُعتقد أنها ماتت جراء مشاكل قلبها أو من جراء عقد نفسية، ولكن يمكن القول أنها بالحقيقية ماتت بعد فقدان الأمل في الحرية عندما رأت زوجها حياً لم يمت.

## تحليل
من المعروف أن بطلة «قصة ساعة من الزمن» لكيت شوبان، لويس مالارد، تعاني من ضعف في القلب. بعد وفاة زوجها لم تتمكن السيدة مالارد من التخلص من فكرة التحرر من زوجها. بدأت كلمة "حرة" تطارد عقلها، متحررة من الاضطهاد. يذكر دانييل دينو النقاش المستمر حول شخصية السيدة مالارد: "هل لويس امرأة عادية، مفهومة، متعاطفة، أم أنها وحش مغرور أو أناني أم حالة شاذة؟" والمفهوم أن رد فعل السيدة مالارد على وفاة زوجها سمح للقراء بمشاهدة جانب "الوحش الأناني". بعد إطلاق سراحها من قبضة زوجها، بدأت في إيجاد علاقات مع العالم. كانت المرأة العادية قد ذهبت إلى الحزن وتبكي في حزن. ومع ذلك كان ردة فعل السيدة مالارد تجاه زوجها رد فعل عاطفي الذي دفع الجمهور إلى التشكيك في شخصيتها. ومع ذلك ما هو "طبيعي" هو يمكن القول أيضاً. يمكن أن تكون السيدة مالارد قصيدة لكل النساء المحاصرات في زيجات غير سعيدة، لكنهن يعيقهن قواعد ومعايير اجتماعية غير عادلة. تسبب رد فعل السيدة مالارد غير المنتظم في جعل القراء يشككون في مشاعرها تجاه وفاة الزوج. طوال "قصة ساعة" دفعت حيرتها المستمرة على حرية القراء إلى تشويش حول ما إذا كان مرضها القلبي له علاقة برد فعلها. تهتف سيلينا جميل لجمهورها بأن "مشكلة القلب" للسيدة مالارد ليست مرضًا جسديًا... كدليل على امرأة استسلمت قلبها دون وعي (أي هويتها باعتبارها الفردية) لثقافة الأبوية". حيث تمر بمرحلة تبدو فيها "متفائلة" تجاه الحياة. ثم؛ نتيجة لذلك؛ قلب السيدة مالارد الضعيف الذي من المفترض أن يكون ضعيفًا ويمكن السيطرة عليه لكن سرعان ما يتحول خوفها إلى فرح لا يمكن السيطرة عليه. لا يتشابه تفسير شوبان مع لويس مالارد مع معظم النساء على الإطلاق. "بينما يستجيب جسدها لعواطفها، تشعر أنها مرتبطة بإيقاع بالعالم المادي" بتكرارها كلمات مثل "حر" في رأسها، وقد أظهرت أن عواطفها تجاه فقدان زوجها قد عززت علاقتها بالعالم.
تقدم كيت شوبان البطلة في «قصة ساعة من الزمن» كشخص لا قلب له ولا يخشى وفاة زوجها، ولكن بدلاً من ذلك مليء بالبهجة والفرح. تتساءل نيكول ديديريك عن «التركيز على التحدي الذي تمثله النهاية للقارئ» حول كيفية رؤية الجمهور لوفاتها. كانت وفاة زوجها طريقة أخرى للهروب من الزواج الذي كانت مرتبطة به، في حين أن موتها كان أيضًا هروبًا آخر تم التعبير عنه في نهاية القصة القصيرة. تدعم هيدي بودلاستي-لابرينز أيضًا أن السيدة مالارد كانت تحت تأثير برنتلي بالقول:«... يبدو أن قوتها الشخصية وقوة الإرادة تسيطر عليها وتمتصها في الغالب هيمنة برنتلي مالارد حسنة النية لكنها قوية» وتزعم أن تصرفاتها بهذا كانت كالإنسان «المجنون» مجرد رد فعل بعد أن تحررت من الزواج. تظهر السيدة مالارد، كشخصية، كانت على علم بأفعالها من خلال وصول خبر برنتلي. «لكن لمدة ساعة واحدة من حياتها، تذوق لويس فرحة حقيقية» الذي تسبب في انهيار قلبها الضعيف. من المفهوم أن شخصية لويس مالارد في القصة تصور صورة غير مدروسة لما يجب أن تكون عليه الزوجة. كانت تصرفاتها «لتوضيح مخاطر وضع افتراضات» ونتيجة لذلك فقد قلبها الضعيف حياتها. كانت أختها تعتقد أن سلوكها ليس سوى مرض. لم تكن جوزفين تعتقد أن تصرفات أختها كانت لتتناسب مع شخصيتها، ولكن للاعتقاد بأن رد فعل لويس كان وصولها إلى الوجودية. لم يكن عقلها بالجنون، لكن لويس «وصلت إلى الوجودية» هي إدراكها أخيرًا لوقتها ومكانها ككائن مستيقظ جديد. عندما يتم التفكير في أن تكون حرًا في العقل والروح والوجودية، فهذا عندما بدأت تتصرف كما لو كانت غير طبيعية.
أُصيبت السيدة مالارد بالصدمة الشديدة من رؤية زوجها لدرجة أن قلبها الضعيف قد هبط في الحال. «عندما جاء الأطباء قالوا إنهم ماتوا بسبب أمراض القلب - من الفرحة التي تقتل». يمكن اكتشاف السخرية من هذه الجملة على الفور تقريبًا، وكما أوضح ثوت، «يبدو من الواضح أن صدمتها لم تكن فرحة على بقاء زوجها، بل بالأحرى محنتها من فقدانها لحريتها العزيزة المكتشفة حديثًا. فرحة تخيل نفسها تتحكم في حياتها، وإزالة هذا الفرح الشديد هي التي أدت إلى وفاتها». لتعبير أكثر عن معنى هذا «الفرح»، تشرح سيلينا جميل في مقال «العواطف في قصة ساعة من الزمن»، "... "الفرحة«التي قتلت لويس هي فرحة [يفترض الأطباء أن تكون سعيدة عندما اكتشفوا أن برنتلي لم يمت بالفعل] ترفض الاستسلام، لأن البطريركية تطلب منها أن تفعل مع عودة برنتلي، لكن لمدة ساعة واحدة من حياتها، تذوق لويس فرحة حقيقية، ولمدة ساعة من العاطفة، تبرز لويس الوفاء، ولكي تكون على قيد الحياة تمامًا، إذن، الانخراط في وعي عالٍ، لمراقبة والتواصل مع العالم حول الذات واحد.» وهذا يساعد على إظهار مدى قوة المشاعر التي شعرت بها لويس. لمدة ساعة، كانت لويس تشعر بالحرية وكانت منتعشة للغاية لتبدأ حياتها الجديدة، لكن تم تجريدها بعيدًا جدًا عنها ولم يكن قلبها قادرًا على تحمل الصدمة التي شعرت بها عند رؤية زوجها على قيد الحياة.
تشير مقالة «الزواج وقصة الساعة» إلى أن قصة شوبان القصيرة توضح أن الزواج ليس دائمًا كما يبدو، وأن الرحلة إلى الحرية يمكن أن تكون خطيرة. تبين شوبان لقرائها أن الحب من شريك واحد فقط في الزواج لا يدل على وجود علاقة متبادلة. في القصة، تقول لويس إنها تحب زوجها في بعض الأحيان، وفي المقال يشير إلى أن زوجها ربما كان قاسياً؛ لذلك على الرغم من أنها كانت تحبه بالفعل، إلا أنها تحب حريتها المستقبلية منه.
إن النافذة المفتوحة التي من خلالها تنظر السيدة مالارد إلى غالبية القصة تدل على الحرية والفرص التي تنتظرها من خلال استقلالها الجديد. «إنها تسمع الناس والطيور تغني وتشم رائحة عاصفة ممطرة قادمة. كل ما تختبره من خلال حواسها يشير إلى الفرح والربيع - حياة جديدة.» يمكن للسيدة مالارد أن تنظر إلى المسافة ولا ترى سوى مستقبل مشرق واضح أمامها.